# Саламандрелла
Саламандрелла (Salamandrella) — рід земноводних з родини Кутозубі тритони підрядів хвостатих земноводних. Має 2 види.

## Опис
Загальна довжина представників цього роду досягає 17—20 см. Піднебінні зуби мають V-подібну форму. Шкіра гладенька з борознами по боках. Легені розвинені нормально. Хвіст сплощений з боків. На задніх кінцівках по 4 пальці. Кігті відсутні. Забарвлення здебільшого сірих та темних кольорів.

## Спосіб життя
Пересувається суходолом. Іноді зустрічається у гірській місцині. Ховається серед каміння. Харчується безхребетними.
Відкладає яйця у воді. Деякий час личинки розвиваються тут. Згодом виходять на поверхню.

## Розповсюдження
Мешкають від східної частини азійської частини Російської Федерації до Камчатки на півночі до Монголії, північно-східного Китаю, островів Сахаліну та Хоккайдо (Японія).

## Види
- Salamandrella keyserlingii
- Salamandrella tridactyla